# Лютеовіруси
Лютеовіруси (Luteoviridae) — РНК-вмісні віруси рослин.

## Морфологія віріонів
Прості віруси з ікосаедричним типом симетрії розміром 26—30 нм. Мають круглий або з кутами нуклеокапсид. Капсид складається з 32 капсомерів.

## Фізико-хімічні та фізичні властивості
Коефіцієнт седиментації становить 104-118S. Віріон витримує коливання температур від 45 до 80 °C. Вірус стійкий до протеаз, детергентів та фенолу.

## Геном
Містить лінійну одноланцюгову (+)РНК. Розмір геному 5641—6900 нуклеотидів. На 5’-кінці розміщений білок VPg, на 3’-кінці відсутня полі-А-послідовність та тРНК-структури. У віріонах містяться негеномна РНК — субгеномна мРНК, сателітна РНК, а також РНК нетипової структури.
Реплікація відбувається в цитоплазмі. Віріони асоційовані з допоміжними вірусами чи вірусами-сателітами, але не реплікуються незалежно від них. Віріони можна знайти в цитоплазмі, ядрі чи вакуолях. Включення вірусу мають вигляд кристалічних структур у цитоплазмі чи аморфних Х-тілець, або мембранних тілець, які містять віріони. Для синтезу РНК-залежної-РНК-полімерази може змінюватися рамка зчитування.

## Білки
Віріони містять 70—72 % білку. У різних представників знаходиться від 1 до 4 структурних білків з різними молекулярними масами, які є фосфорильованими та глікозильованими. Також є від 3 до 6 неструктурних білків.

## Біологічні властивості
Переносниками вірусу є понад 100 видів попелиць. Вірус передають як личинки, так і дорослі попелиці. Соком, з насінням і через ґрунт вірус не передається.
Основним джерелом інфекції є уражені рослини озимих злаків, у соку яких зберігається вірус.
В результаті розвитку інфекції відбувається зниження зимостійкості озимого ячменю, озимої пшениці, у хворих рослин продовжуються фази вегетації, вони стають більш сприйнятливими до багатьох захворювань грибної етіології.
Симптоми проявлення хвороби різняться залежно від сорту, фази розвитку рослин, погодних умов. Найбільш типові ознаки ураження рослин у фазі одного-двох листків — це надмірне їх кущення, проте формування продуктивних стебел і колосків в інфікованих рослин відбувається рідко. На більш пізніх фазах розвитку у хворих рослин спостерігається пожовтіння листків зверху вниз і переважно з країв листків, які набувають золотисто-жовтого або оранжевого забарвлення. Листкові пластинки в інфікованих рослин більш потовщені, тому листки навіть у спекотну погоду стирчать догори. При ураженні рослин у більш пізні фази розвитку спостерігаються некрози на листках.